# Mathias Fullerton
Mathias Fullerton (født 27. maj 2003) er en dansk bueskytte, der konkurrerer i compound-klassen. Han vandt guld i mændenes compound-disiplin ved europamesterskabet i bueskydningi 2024 i Essen, Tyskland. Han vandt sølv i disiplinen ved europamesterskabet i bueskydning i 2021 i Antalya, Tyrkiet.
Fullerton vandt også sølv for blandede hold ved verdensmesterskabet i bueskydning 2023 og de europæiske lege i 2023.

## Karriere
I 2019 vandt Fullerton, Tore Bjarnarson og Christoffer Berg sølv i mændenes kadethold for compound ved ungdomsverdensmesterskabet i bueskydning i Madrid, Spanien. Han vandt sølv i mændenes compound ved europamesterskabet i bueskydning i 2021 i Antalya, Tyrkiet. Fullerton konkurrerede også i mændenes individuelle compound, mændenes holdcompound og compound for blandede hold ved verdensmesterskabet i bueskydning i 2021 i Yankton, USA. I den individuelle konkurrence tabte han kampen om bronze til Robin Jäätma fra Estland.
Fullerton repræsenterede Danmark ved World Games i 2022 i Birmingham, USA. Han konkurrerede i mændenes individuelle compound og compound for blandede hold. I den individuelle konkurrence blev han elimineret af Roberto Hernández fra El Salvador sin anden kamp, og i konkurrencen for blandede hold blev det danske hold elimineret af Mexico i den første kamp i eliminationsrunden.
Fullerton og Tanja Gellenthien vandt sølv i compound for blandede hold ved de europæiske lege i 2023 i Polen. Han konkurrerede også i mændenes individuelle compound. Fullerton, Tore Bjarnarson og Rasmus Bramsen vandt guld i mændenes holdcompound ved ungdomsverdensmesteskabet i 2023 i Limerick, Irland. Han vandt bronze i mændenes individuelle compound.
Samme år vandt Fullerton, Martin Damsbo og Tore Bjarnarson sølv i mændenes holdcompound ved verdensmesterskaberne i bueskydning i 2023 i Berlin, Tyskland. Han konkurrerede også i mændenes individuelle compound og compound for blandede hold.
Fullerton vandt mændenes compoundkonkurrence ved Vegas Shoot i 2024 i Las Vegas, USA. Samme måned vandt han guld sammen med Martin Damsbo og Tore Bjarnarson i mændenes holdcompound ved europamesterskabet i indendørs bueskydning i 2024 i Varaždin, Kroatien. Han konkurrerede også i mændenes individuelle compound. Et par måneder senere vandt Fullerton guld i ved europamesterskabet i bueskydning i 2024 i Essen, Tyskland. Han besejrede Shamai Yamrom fra Israel i finalen. Fullerton vandt også bronze i mændenes holdcompound sammen med Rasmus Bramsen og Nicklas Bredal Bryld.